# Perilampus robertsoni
Perilampus robertsoni är en stekelart som beskrevs av Crawford 1914. Perilampus robertsoni ingår i släktet Perilampus och familjen gropglanssteklar. Inga underarter finns listade i Catalogue of Life.